# 鄭河
鄭河（1511年—？），字師程，號沙村，應天府江寧縣民籍江西新建縣人，明朝政治人物。

## 生平
應天府鄉試第五十九名舉人。嘉靖二十三年（1544年）中式甲辰科會試第一百十名，登第三甲第一百三十五名進士。授岳州府推官，卒于官。

## 家族
曾祖鄭思恭；祖父鄭禮，知府；父鄭珉，號遂閒，封監察御史。嫡母歐陽氏（封孺人）；母李氏。慈侍下。兄鄭濂（按察司副使）。弟鄭渠。